# 후지 아야코
후지 아야코(藤あや子, 1961년 5월 10일 ~ )는 일본 아키타현 출신 엔카[演歌] 가수로서 특유하고 사람을 호릴 만큼 매우 아리따운 분위기로 큰 인기를 누린다.
본래는 민요 가수로 데뷔했으나 1989년에 「おんな」로 엔카 가수로 데뷔했으며 1992년에서 2006년까지 15년 연속으로 NHK 홍백가합전에 출장했으며 '小野 彩'라는 이름으로 직접 작사하고 작곡하는 싱어송라이터이다.
가족으로는 20살에 낳은 딸이 1명 있으며, 그 딸에게서 태어난 손녀가 있다. 엔카 가수로 데뷔하기 전에 만나 혼인했던 남편과 이혼했고, 그 남편은 자살했다.
대표곡으로는 「むらさき雨情」、「雪深深」、「こころ酒」 등이 있다.